# Porenut

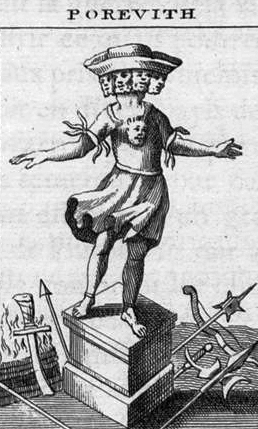
Porenut
Bernardo de Montfaucon, 1722.

Porenut é um deus com cinco cabeças (uma das quais no tronco) e sem funções conhecidas, mencionado no Gesta Danorum e na Saga de Knýtlinga. Nesta saga é referido como Turupið (em islandês) (Turupid).